# Asplenium campos-portoi
Asplenium campos-portoi är en svartbräkenväxtart som beskrevs av Alexander Curt Brade. Asplenium campos-portoi ingår i släktet Asplenium och familjen Aspleniaceae. Inga underarter finns listade.